# 15329 Sabena
15329 Sabena (1993 SN7) là một tiểu hành tinh vành đai chính được phát hiện ngày 17 tháng 9 năm 1993 bởi E. W. Elst ở Đài thiên văn Nam Âu.